# PSLV
PSLV(Polar Satellite Launch Vehicle)는 인도의 소모성 우주 발사체이다.
2008년 4월 로켓 하나로 10개의 인공위성을 발사했다. 이것은 러시아가 갖고 있던 기록을 깬 것이다.
PSLV의 발사비는 1700만 달러이다.

## 설명
무게 230톤인 PSLV-CA는 기본형으로서 부스터가 없다. 295톤 PSLV-G와 320톤 PSLV-XL은 1단 고체로켓 옆에 6개의 고체연료 부스터를 장착했다.

## 우리별 3호
우리별 3호 인공위성은 PSLV 로켓으로 발사되었다.

## 같이 보기
- GSLV